# Énergétisme

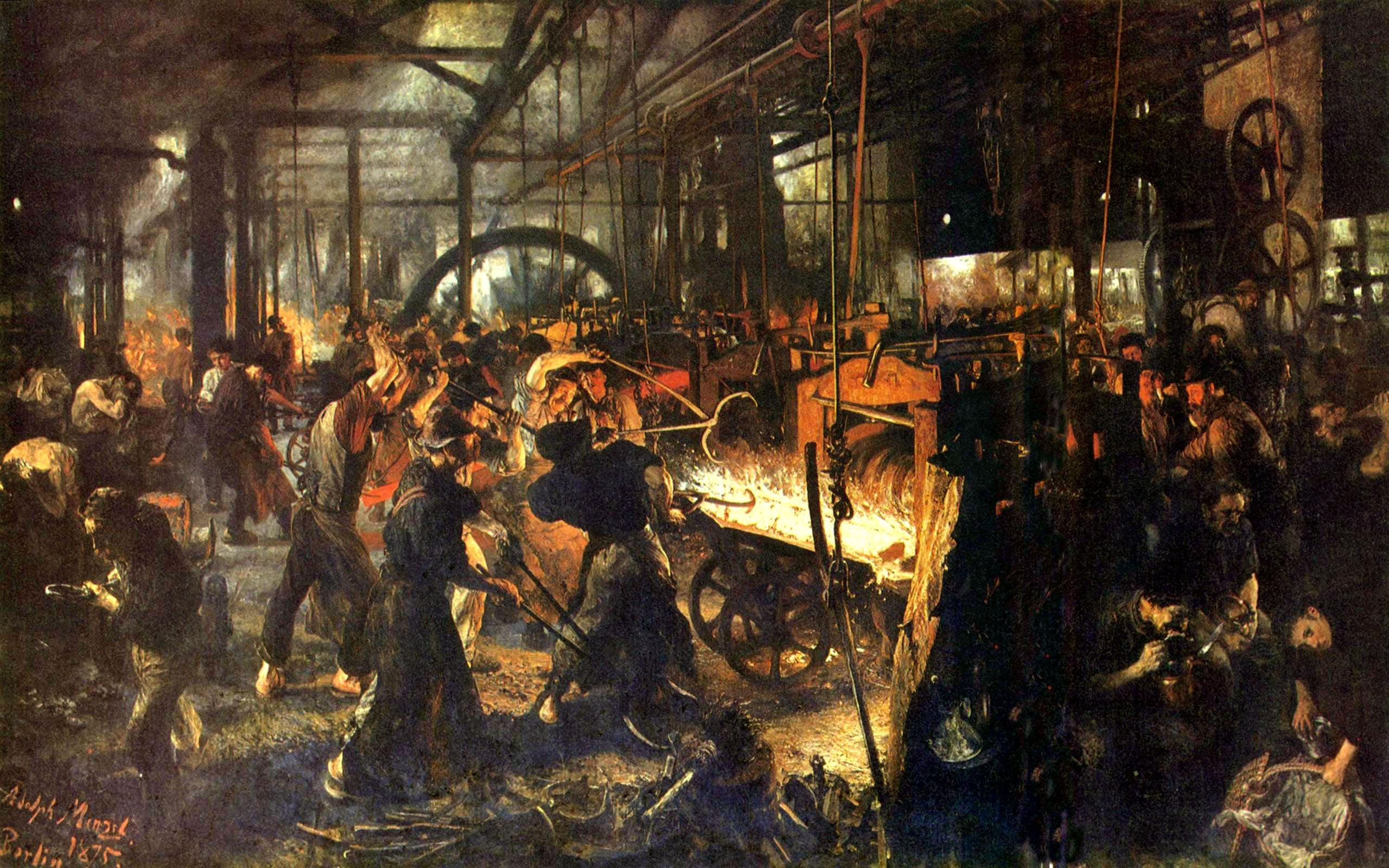
Le travail en usine au début de l'ère industrielle (Adolph von Menzel, 1875). Dans une usine, la matière et l'énergie sont transformées l'une en l'autre.

L'énergétisme, ou énergétique, est une théorie physique adossée à la philosophie selon laquelle toute réalité est énergie. Les processus physiques et mentaux y sont interprétés comme des échanges d'énergie. 

## Aperçu historique
C'est à William Rankine que l'on doit la première mention du terme « énergétique » (energetics) pour désigner une discipline scientifique à part entière fondée sur la thermodynamique. Dès 1855, dans un article intitulé « Outlines of the Science of Energetics », il propose de désigner sous ce terme une méthode unifiée adaptée aux diverses branches de la physique. Rankine a en vue l'unification de la théorie mécanique de la chaleur et de la thermoélectricité développée par William Thomson, mais son article annonce déjà une compréhension philosophique de la nature de la réalité.
Le représentant historique de l'énergétisme dans le champ scientifique reste toutefois le chimiste allemand Wilhelm Ostwald, qui adopte cette théorie à partir de l'année 1890 dans une perspective philosophique strictement moniste. Sa conception énergétiste s’étend donc bien au-delà de la physique, et il propose même de repenser la psychologie alors en plein développement à partir de l'idée d'« énergie psychique ». Ostwald se fixe pour programme de détrôner la matière comme composant fondamental du monde au profit de l'énergie.
Au début du XXe siècle, le physicien et historien des sciences Pierre Duhem développe l'aspect scientifique de l'énergétisme au moyen des outils de la mécanique des milieux continus. Dans son Traité d'énergétique publié en 1911, il précise que dans l'usage qu'il fait de ce terme, il désigne strictement une thermodynamique axiomatisée dont les seuls objets sont les lois générales de l'Univers.
Aujourd'hui, le terme n'a plus la faveur des physiciens, mais certains développements de la physique moderne semblent néanmoins militer pour une réhabilitation de l'énergétisme comme méthode strictement scientifique. Ces développements sont l'équivalence de la masse et de l'énergie en relativité restreinte et l'aspect ondulatoire de la matière qui s'exprime dans les formules de De Broglie et sur laquelle s'appuie toute la mécanique ondulatoire de Schrödinger. En outre, l'axiomatisation complète de la physique, qui constitue l'objectif scientifique principal de l'énergétisme, n'a cessé d'être un objectif important en physique théorique.

## Ostwald et l'énergétisme

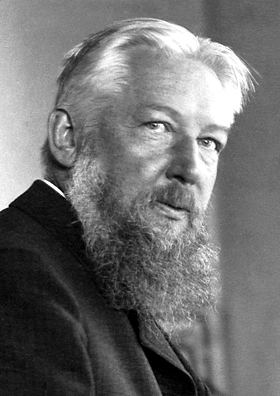
Wilhelm Ostwald en 1909.

### Révélation
À partir d'une expérience quasi mystique qu'il a au printemps 1890, Ostwald épouse une vision du monde qu'il qualifiera lui-même d'« énergétisme ». Après un débat nocturne à caractère scientifique avec quelques amis au sujet de l'énergie, il part à l'aube au jardin zoologique et botanique de Leipzig et assiste au réveil d'une immense variété d'animaux et de plantes sous l'action du soleil. Lui vient alors la vision d'une dynamique globale de l'Univers, qu'il lui faudra penser en termes d'énergie.

### Dépassement du matérialisme
La théorie avancée par Ostwald s'inscrit au départ dans une perspective positiviste. Il souhaite qu'on évacue la métaphysique, en particulier la métaphysique matérialiste, du domaine de la science positive. Selon lui, la notion de masse a fait figure, à tort, de « pivot des lois naturelles » et la loi physique de la conservation de la masse a « dégénéré en un axiome métaphysique », celui de la conservation de la matière. Il avance alors l'idée d'une refondation de toute la physique à partir des principes de la thermodynamique, en ne considérant plus les phénomènes mécaniques que comme « un cas particulier des transformations générales de l'énergie ».
En 1895, il publie un article intitulé « Le dépassement du matérialisme scientifique » (« Die uberwindung der wissenchaftlischen materialismus »), traduit en français par « La déroute de l'atomisme contemporain ». Il y prend position contre la théorie atomiste alors dominante dans la communauté des physiciens. Il y exprime également son souhait de substituer à l'idée métaphysique de matière celle d'énergie comme concept fondamental non seulement pour les sciences physico-chimiques, mais aussi biologiques et même sociologiques. Il va plus loin encore en affirmant que la matière est une « invention » ou une construction mentale « que nous nous sommes forgés pour représenter ce qu’il y a de permanent », et l'énergie, « la réalité effective […] qui gouverne toutes les formes physiques ». 
Il suggère alors de reconstruire la physique sur la base des deux premiers principes de la thermodynamique : le principe de conservation de l'énergie et celui d'entropie (qu'il reformule comme impossibilité du mouvement perpétuel de deuxième espèce). Dans cette nouvelle physique, la masse n'est rien d'autre que la « capacité » de l'énergie cinétique ; la localisation dans l'espace est l'expression d'une « énergie de volume » ; la gravité est une énergie de position particulière ; et la matière elle-même est réduite à « un groupe de différentes énergies disposées dans l'espace ».

### Énergétisme « positif »
En 1908, dans un ouvrage intitulé simplement L'énergie, Ostwald élabore un véritable système positiviste qui s'appuie sur le principe des échanges d'énergie et qui est associé à une théorie de la connaissance empiriste. Il interprète toute sensation comme une différence d'énergie cinétique entre le corps du sujet et tout autre corps entrant en contact avec ses organes des sens :

« Comment connaissons-nous le monde extérieur, sinon par nos sensations ? Toutes nos sensations ont un caractère commun et un seul : elles correspondent à une différence d'énergie entre les organes des sens et le milieu qui les entoure. »

Inversement, l'absence de sensations se traduit par une égalité parfaite des énergies cinétiques des deux types de corps concernés.
La question de la priorité entre les sensations et l'énergie pour la définition du réel ne se pose pas pour Ostwald. Contrairement aux spéculations associées à l'hypothèse atomiste, la science « positive » doit se contenter d'établir des rapports entre des réalités tangibles et des grandeurs mesurables, de telle sorte que « les unes étant données, les autres s'en déduisent ». En outre, il considère qu'il ne peut y avoir de réalité que dynamique, et c'est là tout le sens de la définition de la réalité comme énergie : 

« L'énergie est le réel dans un double sens. D'abord, elle est le réel en ce qu'elle est ce qui agit ; quel que soit l'événement considéré, c'est indiquer sa cause que d'indiquer les énergies qui y prennent part. Ensuite, elle est le réel en ce qu'elle permet d'indiquer le contenu de l'événement. Elle constitue un pôle immobile dans la mobilité des phénomènes, et, en même temps, la force d'impulsion qui fait tourner le monde des phénomènes autour de ce pôle. »

Cette réalité est celle dont nous faisons l'expérience directement, et non pas le monde hypothétique et abstrait que tenteraient de décrire les atomistes. À partir de cette conception de la science et du réel, Ostwald élabore une philosophie moniste et antimatérialiste qu'il divulgue dans ses écrits ultérieurs.

## «Énergétique» de Duhem
Le philosophe français Pierre Duhem propose en 1902 dans un ouvrage intitulé Le mixte et la combinaison chimique de rebâtir la physique entière – mécanique comprise – sur la base de la thermodynamique. Il parle de la thermodynamique comme d'une « doctrine reine […] de laquelle doivent découler les diverses disciplines qui constituent la physique ». Elle est d'après lui non pas une discipline particulière mais « le recueil des principes généraux, applicables à l'étude de tous les phénomènes […] à tous les changements qui peuvent se produire dans le monde inorganique ». Il développe à la suite de cet ouvrage un programme de recherche interdisciplinaire qui bouscule les frontières établies par Auguste Comte entre les sciences fondamentales et qui accorde à l'« énergétique » une place centrale.
Contrairement à Wilhelm Ostwald, qui donne une dimension philosophique à la notion d'énergie, Duhem tente de définir l'énergie de façon purement scientifique. Bien qu'il en fasse un concept central, il limite l'application de cette notion au champ de la physique et de la chimie. L’énergétique vise alors l'unification des diverses théories physiques par le biais de la thermodynamique. Duhem refuse les explications mécanistes qui réduisent l'énergie au principe hérité du cartésianisme de conservation de la quantité scalaire de mouvement.

## Controverses autour de l'énergétisme

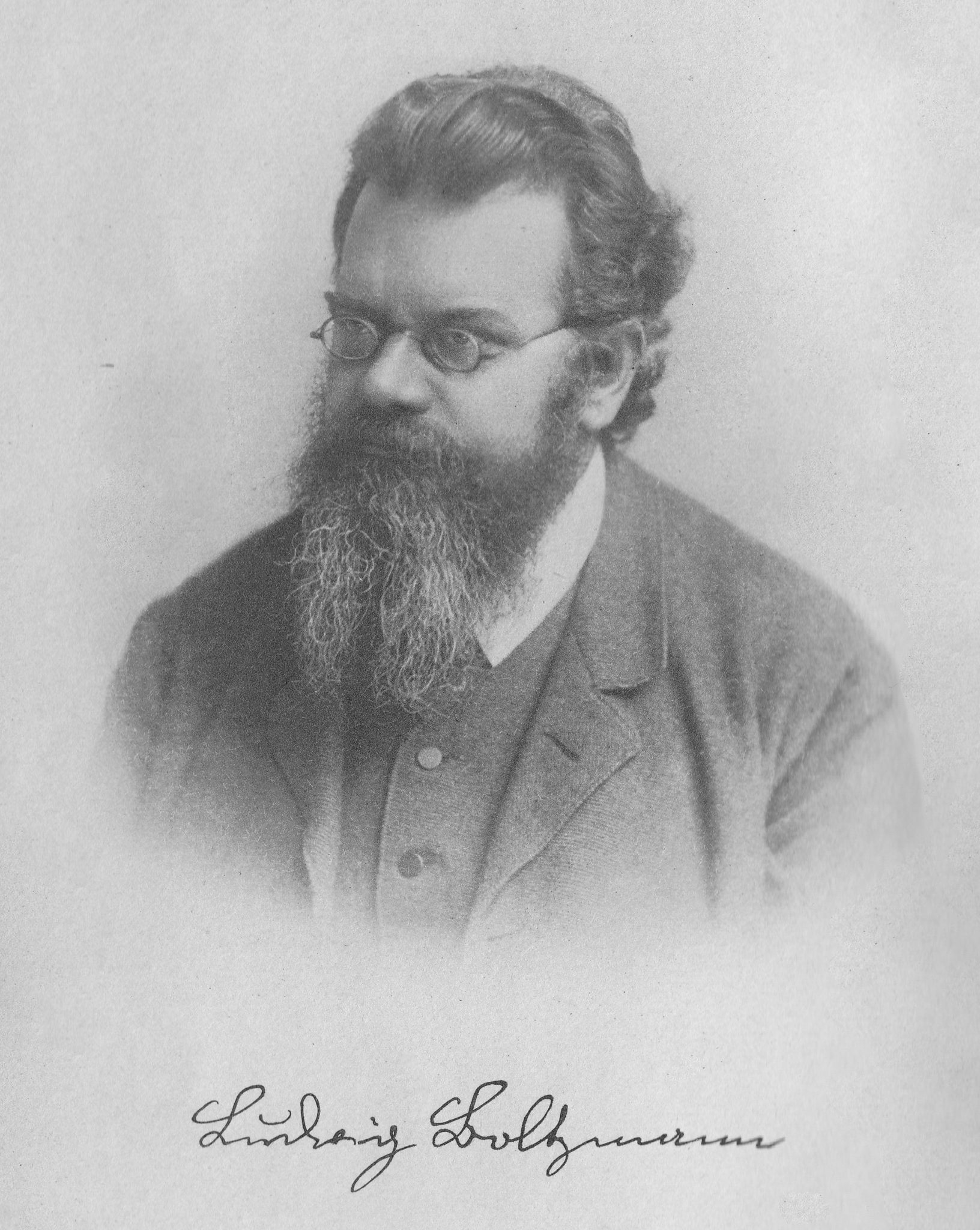
Ludwig Boltzmann en 1902. Fervent atomiste, il est l'un des principaux opposants à l'énergétisme d'Ostwald.

A la toute fin du XIXe siècle, l'énergétisme est devenu un nouveau point de ralliement des opposants à l'atomisme. Lors de la réunion annuelle des scientifiques allemands qui se tient en 1895 à Lübeck, un débat a lieu sur l'énergétisme, qui est le thème de l'année. Cette réunion donne l'occasion d'une confrontation mémorable entre le principal représentant de l'énergétisme, Wilhelm Ostwald, et le fervent atomiste Ludwig Boltzmann. Ostwald y défend ouvertement la subordination de la science physique à la philosophie énergétiste, tandis que Boltzmann soutient au contraire l'idée d'une nécessaire indépendance de la physique par rapport à toute idéologie, y compris matérialiste.
C'est en 1895 aussi qu'Ostwald déclenche par ses positions l'une des plus violentes controverses de la fin du XIXe siècle, à un moment où la physique fondamentale entre en crise. Alfred Cornu, physicien français et vice-président de l'Académie des sciences à cette époque, dénonce en Ostwald « la négation railleuse de principes qui, depuis trois siècles, ont donné tant de preuves de leur fécondité ». Le mathématicien et physicien français Marcel Brillouin relaye cette critique la même année dans un article intitulé « Pour la matière ». Le 30 décembre 1895, Ostwald répond à Brillouin en précisant sa conception sur le plan de la physique. En 1904, Paul Langevin affirme dans sa conférence « L'esprit de l'enseignement scientifique » que l'énergétique est un « ignorabimus contre lequel protestent nos instincts et nos convictions », alors même que dès 1895, Ostwald avait défini l'énergétisme comme un dépassement de l'ignorabimus.